# Џон Дауленд
Џон Дауленд (енгл. John Dowland; Лондон, 2. јануар 1563 — Лондон, 20. фебруар 1626) био је енглески ренесансни композитор, лаутиста и певач.

## Биографија
Дауленд је рођен у Лондону, али се мало зна о његовим почецима. Године 1580. одлази у Париз, где прима римокатоличку веру. Радио је на дворовима у северној Немачкој и Италији и стекао међународну славу. У Енглеску се вратио 1596. године и признао оданост протестантској краљици Елизабети I, пошто је ступио у контакт са католичком ћелијом која је ковала заверу да је убије. Од 1598. године био је лаутиста данског краља Кристијана IV, али је разрешен те дужности због честих и дугих боравака у Лондону.
Можда је Даулендова вероисповест разлог што није успео да обезбеди положај краљевског лаутисте Елизабете I, али је 1612. године постављен за лаутисту њеног наследника Џејмса I.